# Tyïa
La Tyïa (en russe : Тыя) est une rivière de Russie qui coule en république autonome de Bouriatie en Sibérie orientale. C'est un tributaire du lac Baikal, donc un sous-affluent de l'Ienisseï par l'Angara.

## Géographie
Le bassin versant de la Tyïa a une superficie de 2 400 km2 (surface de taille équivalente aux deux tiers de celle du département français du Rhône ou encore aux deux tiers de la superficie du canton suisse de Vaud).
Son débit moyen à l'embouchure est de 38,8 m3/s.  
La Tyïa prend naissance au nord de la Bouriatie, sur le rebord sud des monts septentrionaux du Baikal ou Monts de l'Angara supérieure (en russe Verkhneangarskiï Khrebet - Верхнеангарский хребет), chaîne montagneuse haute de 2 608 m. Ces monts constituent la partie occidentale des monts Stanovoï situés dans le nord de la république autonome de Bouriatie. 
Après sa naissance, la Tyïa coule en direction du sud-sud-ouest et après un parcours de 140 km dans une région montagneuse, elle se jette dans le lac Baikal au niveau de la ville de Severobaïkalsk.

## La Tyïa et la Magistrale Baïkal-Amour
Venant de l'ouest, de la vallée de son affluent le Gooudjekit, la voie ferrée Magistrale Baïkal-Amour ou BAM longe la rive gauche de la Tyïa sur quelque 25 km, dans son cours inférieur. La voie ferrée débouche ainsi sur le lac Baïkal au niveau de la ville de Severobaïkalsk. Après quoi, elle vire au nord et longe le lac en direction de la vallée voisine de l'Angara supérieure.

## Affluents
- Rive gauche : 
  - le Niouroundoukan (Нюрундукан)
- Rive droite : 
  - le Sekelikan (Секеликан)
  - le Gooudjekit (Гоуджекит)
  - le Gorbylak (Горбылак)

## Villes traversées
- Severobaïkalsk : ville nouvelle fondée dans les années 1970 pour les travailleurs engagés dans la construction de la voie ferrée Magistrale Baïkal-Amour.

## Hydrométrie - Les débits mensuels à Tyïa
Le débit de la Tyïa a été observé pendant 23 ans (de 1975 à 1997) à Tyïa, petite localité située au niveau de son embouchure sur la rive nord-ouest du lac Baikal face à la ville de Severobaïkalsk. 
Le débit inter annuel moyen ou module observé à Tyïa sur cette période était de 38,8 m3/s pour une surface de drainage de 2 380 km2, soit plus de 99 % du bassin versant de la rivière qui en compte 2 400.
La lame d'eau écoulée dans ce bassin versant se monte ainsi à 514 millimètres par an, ce qui doit être considéré comme très élevé, et résulte de l'abondance des précipitations arrosant son bassin. 
Rivière alimentée en grande partie par la fonte des neiges, mais aussi par les pluies d'été et d'automne, la Tyïa est un cours d'eau de régime nivo-pluvial. 
Les hautes eaux se déroulent du printemps à la fin de l'été, de juin à septembre, avec un sommet important en juin, ce qui correspond au dégel et à la fonte des neiges, surtout celles des hauts sommets du bassin. En juillet puis en août, le débit plonge, et cette baisse se poursuit tout au long du reste de l'été. En octobre puis en novembre, le débit chute fortement à nouveau, ce qui constitue le début de la période des basses eaux. Celle-ci a lieu d'octobre-novembre à avril inclus, et correspond aux gelées intenses qui s'abattent sur toute la Sibérie, et qui sont particulièrement dures dans les régions montagneuses. 
Le débit moyen mensuel observé en février (minimum d'étiage) est de 4,40 m3/s, soit moins de 2,5 % du débit moyen du mois de juin (190 m3/s), ce qui souligne l'amplitude très importante des variations saisonnières.
Sur la durée d'observation de 23 ans, le débit mensuel minimal a été de 2,19 m3/s en mars 1977, tandis que le débit mensuel maximal s'élevait à 320 m3/s en juin 1995.
En ce qui concerne la période estivale, libre de glaces (de juin à septembre inclus), le débit mensuel minimal observé a été de 21,6 m3/s en septembre 1989, ce qui restait plus que confortable par rapport au débit moyen. 